# ホームセンタームサシ京都八幡店
ホームセンタームサシ京都八幡店（ホームセンタームサシきょうとやわたてん）は、京都府八幡市の京阪東ローズタウン内にあるホームセンターを中心とした複合商業施設である。

## 概要
アークランズが運営する「ホームセンタームサシ」の関西2号店であり、2005年10月17日にオープンした。
同社が掲げる「一店舗巨大主義」のコンセプトに基づき、専門性の高い建築・農業資材から食料品までが揃う店舗構成となっている。
オープン当初、子会社のランドジャパンが運営する食品スーパー「フード・デポ 京都八幡店」が出店していたが、2006年11月20日に閉店した。その跡は改装されて、テナントの食品スーパーと物販・サービス系店舗が出店する「食品館 フード・デポ」となり、2006年12月16日から再オープンした。（プレオープンは12月13日）
2012年4月に、来店車両による周辺道路の渋滞解消と交通安全向上を目的として、駐車場を縮小（2385台→1705台）する一方で車両出入口を増設・出入の分離（出入口3か所→入口2か所・出口2か所）を行った。

## 入居店舗
店舗名の後に「★」があるものは2006年の「食品館 フード・デポ」部分の改装に際し新規出店したものである。

### 物販
- ホームセンタームサシ 京都八幡店
  - 生活館
  - アークドラッグ
  - 資材館
  - ガーデンセンター
  - アークスタイル
- アークオアシスデザイン 京都八幡店
- MISUGIYA 京都八幡店〔食品スーパー〕★
- ザ・シューズ 京都八幡店〔靴〕★
- OUTLET-J 京都八幡店〔アウトレットカジュアルファッション〕★
- Copenharvest（コペンハーベスト） 京都八幡店〔ベーカリー〕★
- GREEN WORKS〔スーツケース〕★
- ナフコ TWO-ONE STYLE 京都八幡店 - 2012年5月31日オープン
- ヒマラヤスポーツ＆ゴルフ ムサシ京都八幡店 - 2013年6月7日オープン

### レストラン
- Caffe Cento per CENTO〔イタリアン〕

### フードコート
- スガキヤ 八幡ムサシ店
- たもん庵 京都八幡店〔うどん〕
- うまいもんや ホームセンタームサシ八幡店〔関西有名店の味〕
- オムライス大王 ホームセンタームサシ八幡店
- 石焼ビビンパ

### サービス
- 正栄クリーニング
- 11cut〔美容室〕★
- 京都銀行ATM
- ユニバーサルキャンパス〔英会話教室〕

## 参照元
1. ↑  ホームセンタームサシ八幡店の変更届出の概要 京都府、2011年7月4日付